# Heiligenstedtenerkamp
Heiligenstedtenerkamp település Németországban, Schleswig-Holstein tartományban. Lakosainak száma 722 fő (2023. december 31.). Heiligenstedtenerkamp Itzehoe és Kremperheide községekkel határos.

## Népesség
A település népességének változása:
| Lakosok száma | 621  | 731  | 735  | 729  | 721  | 722  |
|               | 1975 | 2017 | 2019 | 2021 | 2022 | 2023 |